# 古河市立古河第二中学校
古河市立古河第二中学校（こがしりつ こがだいにちゅうがっこう）は、茨城県古河市鴻巣にある公立中学校。略称は古河二中（こがにちゅう）、二中（にちゅう）。

## 沿革
- 1958年（昭和33年）4月10日 - 旧古河第二中学校と新郷中学校を統合し、「古河市立古河第二中学校」として開校。この日（4月10日）を創立記念日に制定[2]。
- 1959年（昭和34年）5月 - PTAを結成。教育振興会を発足[2]。
- 1960年（昭和35年）3月 - 南校舎を落成[2]。
- 1961年（昭和36年）
  - 3月 - 体育館兼講堂を落成[2]。
  - 11月 - 全国交通安全子どもの歌に応募した「赤青黄色の歌」が、内閣総理大臣賞を受賞[2]。
- 1966年（昭和41年）3月 - 校歌と校旗を制定[2]。
- 1968年（昭和43年）9月 - プールを落成[2]。
- 1980年度（昭和55年度） - 特別教室棟を落成[3]。
- 1984年（昭和59年）4月 - 文化・文芸振興指定校となる[2]。
- 1987年（昭和62年）
  - 2月 - 新校舎を落成[2]。
  - 柔剣道場を落成[4]。
  - 11月 - 創立30周年を記念し、校訓「伸びよう・鍛えよう・助け合おう」が刻まれた記念碑を建立[2]。
- 1988年（昭和63年）2月 - 茨城県学校安全優良校として表彰[2]。
- 1990年（平成2年）
  - 8月 - 県民総合体育大会に出場し、総合優勝を受賞[2]。
  - 9月 - 第45回国民体育大会の水泳競技女子の部に出場[2]。
- 1991年（平成3年）11月 - 県花と緑の環境美化コンクールにて優良賞を受賞[2]。
- 1993年（平成5年）6月 - 日本習字展にて、学校優秀校を受賞[2]。
- 1997年（平成9年）4月 - 充実した学校生活支援事業研究校に指定（3年間）[2]。
- 2000年（平成12年）1月 - 茨城県よい歯の学校として、県教育長賞を受賞[2]。
- 2003年（平成15年）4月 - 2学期制に移行。不登校児童生徒解消支援モデル校（4年間）および、茨城県愛鳥モデル校に指定[2]。
- 2006年（平成18年）2月 - 茨城県よい歯の学校として、県教育長賞を受賞[2]。

## ヘルメット通学
かつて当校では、全生徒がヘルメットを着用して通学しなければならないという全国でも珍しい規則を設けていた。背景には生徒が交通事故で死亡したことや、正門前に県道228号（旧国道4号）、その東には国道125号が走るなど、通学路の環境が悪かったことにある。事故ゼロを目標に1972年4月から取り組みを始めたが、当時は自転車通学生でさえヘルメットを被らない者も居たため、施行当初は徒歩通学の女子生徒を中心に不評であった。通学時は必ず被らなければならず、また顎紐もしなければならなかった。規則は10項目設けられ、一つでも違反すると自転車通学の場合は3日間の自転車通学を禁じられ、徒歩通学の場合は原稿用紙1枚程度の反省文を書かされていた。また、地区民も違反者を見かけると学校へ連絡する光景も見られた。施行当初は不評であったが徐々に受け入れられていき、当校のシンボルとなった。このほか、1961年には全国交通安全子どもの歌に応募した「赤青黄色の歌」が内閣総理大臣賞を受賞したり、1971年には茨城県から交通安全モデル校に指定されるなど、交通安全教育に力を入れていた。

## 部活動
以下の部活動が設けられている。

### 運動部
- 陸上部
- 野球部
- サッカー部
- 男子バスケットボール部
- 女子バスケットボール部
- バドミントン部
- 女子バレーボール部
- 男子ソフトテニス部
- 女子ソフトテニス部
- 卓球部
- 剣道部
- 柔道部

### 文化部
- 吹奏楽部
- 美術部
- パソコン部

## 施設概要
主な施設。面積は延床面積を記載。
- 校舎
  - 管理普通教室棟（7,029 m2[4]） - 1987年竣工の鉄筋コンクリート造3階建て[2][4]
  - 特別教室棟（439 m2） - 1980年度竣工の鉄筋コンクリート造2階建て[4]
- 体育館（1,550 m2） - 1981年度竣工の鉄筋コンクリート造2階建て[1]
- 武道場（300 m2[1]） - 1987年竣工の鉄筋コンクリート造平屋建て[2][1]
- プール - 1968年竣工のコンクリート製[1]
- テニスコート
- 部室棟
- 校庭

## 学区
一丁目牡丹会、台町、三神町、長谷町、南長谷、大工町、東鷹匠町、西鷹匠町、牧野地、弥生、西の台、長谷本町、東長谷、南新町、東原、原、元原、新原、旭ヶ丘、上町、茶屋町、中田町、中田新田一丁目、中田新田二丁目、中田新田三丁目、中田新田東、大山一丁目、大山二丁目、大山四丁目、中田一丁目、さつきが丘、茶屋西町、青葉台、神明町、さくらが丘、希望ヶ丘、親和、中田新町、新久田町、新久田三丁目、赤松町、鴻巣一丁目、鴻巣二丁目、駒ヶ崎、坂間町、鳥喰町、ひばりが丘、富士見町、ククヤ台、県営新久田アパート、光陽台、あけぼの台、坂間企業団地、東谷、新大山、大山サンハイツ、けやき平およびグリーンヒル998の各自治会の区域並びに大堤（新田）行政区の区域。

## 進学前小学校
- 古河市立古河第一小学校
- 古河市立古河第二小学校
- 古河市立古河第四小学校
- 古河市立古河第七小学校
- 古河市立上辺見小学校

出典：

## 周辺
- ドラッグストアコスモス大堤店
- 業務スーパー古河大堤店
- 三桜工業株式会社古河工場

## 出身者
- 河野裕輔 - バレーボール選手・指導者[7]
- 春風亭柳橋（8代目） - 落語家[8]
- 高橋昌大 - サッカー選手